# Ptilinop perlat
El ptilinop perlat (Ptilinopus perlatus) és una espècie d'ocell de la família dels colúmbids (Columbidae) que habita zones boscoses i medi urbà de Nova Guinea, illes Aru, Raja Ampat, Yapen, i l'Arxipèlag D'Entrecasteaux.